# 鳥取県立布勢総合運動公園野球場
鳥取県立布勢総合運動公園野球場（とっとりけんりつ・ふせそうごううんどうこうえん・やきゅうじょう）は鳥取県鳥取市の鳥取県立布勢総合運動公園内にある野球場である。鳥取市に本社を置くヤマタホールディングス株式会社が布勢総合運動公園の施設命名権（ネーミングライツ）を取得したため、2021年（令和3年）4月1日から愛称がヤマタスポーツパーク野球場となっている。

## 歴史
1985年に開催された国民体育大会の会場として使用された。現在は全国高等学校野球選手権鳥取大会の会場として使用されている。

## 施設概要
- 両翼92m、中堅120m
- 内野：土、外野：天然芝
- 収容人数：約11,000人（内野スタンド約6,000人　外野スタンド5,000人）
- 照明設備あり（投捕間=700Lx、内野=500Lx、外野=300Lx）

## 運動公園内その他の施設
- 鳥取県立布勢総合運動公園陸上競技場
- 鳥取県民体育館
- テニス場
- 球技場
- 因幡千本桜

## 交通機関
- 鉄道・バス：JR西日本　鳥取駅からバスで15分、布勢運動公園下車